# 長岡京インターチェンジ
長岡京インターチェンジ（ながおかきょうインターチェンジ）は、京都府長岡京市にある、京都縦貫自動車道のインターチェンジである。
本項では、高速長岡京バスストップについても記述する。

## 歴史
- 1989年度（平成元年度） : 京都縦貫自動車道の京都第二外環状道路が事業化[1]。
- 2012年（平成24年）4月26日 : 京都第二外環状道路の建設時の仮称だった長岡京ICから[1]、長岡京ICに名称が決定[2]。
- 2013年（平成25年）
  - 4月21日 : 京都第二外環状道路の、沓掛IC - 大山崎JCT間が開通[3]。
  - 12月21日 : 長岡京バスストップが供用開始[4]。

## 周辺
- 長岡京市立長岡第五小学校
- 長岡京市立長岡第四中学校
- 京都府立西乙訓高等学校
- 大山崎町立第二大山崎小学校
- 長岡京花山郵便局
- 円明寺郵便局
- 阪急京都本線 西山天王山駅
- 京都府立乙訓高等学校
- きらら保育園
- 長岡京市立長岡第四小学校
- めぐみ幼稚園
- 立命館中学校
- 立命館高等学校
- 長岡京市立長岡第三中学校
- 神足遺跡
- 勝龍寺城公園
- 恵解山古墳
- 長岡京市立長岡第八小学校
- 長岡京市立中山修一記念館
- 明智光秀本陣跡

## 接続する道路
- 長岡京市道
- 京都府道10号大山崎大枝線

## 料金所
- ブース数 : 8

### 沓掛IC・丹波IC方面
- ブース数 : 4

#### 入口
- ブース数 : 2

2ブースともETC専用および一般またはETC・一般の可変式ブース

#### 出口
- ブース数 : 2

2ブースともETC専用および一般またはETC・一般の可変式ブース（うち1つは精算機あり）

### 大山崎JCT方面
- ブース数 : 4

#### 入口
- ブース数 : 2

2ブースともETC専用および一般またはETC・一般の可変式ブース

#### 出口
- ブース数 : 2

2ブースともETC専用および一般またはETC・一般の可変式ブース（うち1つは精算機あり）

## 高速長岡京バスストップ
高速長岡京バスストップ（ながおかきょうバスストップ）は、京都府長岡京市友岡4丁目にある、京都縦貫自動車道長岡京IC大山崎JCT側出入口に併設されている高速バス用のバス停留所である。
当バスストップの利用には、西山天王山駅東口と直結しているエレベーターを使用する。

### 停車する路線
|                    | 路線名・愛称                               | 行先                                                            | 運行会社                         | 乗降区分 | 備考                                              |
| ------------------ | ------------------------------------------ | --------------------------------------------------------------- | -------------------------------- | -------- | ------------------------------------------------- |
| 丹波IC・沓掛IC方面 | WILLER EXPRESS                             | 広島駅南口                                                      | 日本高速バス                     | 乗車専用 |                                                   |
| 丹波IC・沓掛IC方面 | 京都線（丹波 - 京都）                      | 網野駅・間人（たいざ）                                          | 丹後海陸交通                     | 乗車専用 |                                                   |
| 丹波IC・沓掛IC方面 | 美山ネイチャー号                           | 美山町自然文化村                                                | 京阪京都交通                     | 乗車専用 |                                                   |
| 丹波IC・沓掛IC方面 | @ライナー                                  | 天王寺公園バス駐車場                                            | AT LINER                         | 降車専用 |                                                   |
| 丹波IC・沓掛IC方面 | WILLER EXPRESS                             | WBT大阪梅田                                                     | 大阪さやま交通                   | 降車専用 |                                                   |
| 丹波IC・沓掛IC方面 | WILLER EXPRESS                             | WBT大阪梅田 ユニバーサル・スタジオ・ジャパン                    | WILLER EXPRESS                   | 降車専用 | 年末年始通過便あり                                |
| 丹波IC・沓掛IC方面 | WILLER EXPRESS                             | 大阪駅前                                                        | WILLER EXPRESS                   | 降車専用 | 年末年始通過便あり（一部の便は停車）              |
| 丹波IC・沓掛IC方面 | 大阪 - 伊那・箕輪線（アルペン伊那号）      | ユニバーサル・スタジオ・ジャパン 阪急高速バス大阪梅田ターミナル | 阪急観光バス・伊那バス・信南交通 | 降車専用 |                                                   |
| 丹波IC・沓掛IC方面 | 池袋・新宿・渋谷・八王子 - 大阪梅田・USJ線 | ユニバーサル・スタジオ・ジャパン                                | 京王バス・アルピコ交通           | 降車専用 |                                                   |
| 丹波IC・沓掛IC方面 | 大阪・京都 - 諏訪線（アルペン諏訪号）      | 阪急高速バス大阪梅田ターミナル                                  | アルピコ交通                     | 降車専用 |                                                   |
| 丹波IC・沓掛IC方面 | グランドリーム横浜号                       | ユニバーサル・スタジオ・ジャパン                                | 西日本JRバス                     | 降車専用 | 運行日注意 （主に金・土・日・祝日・祝前日に運行） |
| 丹波IC・沓掛IC方面 | 神戸・大阪 - 横浜・東京駅・TDR線           | 神戸三宮                                                        | 京成バス                         | 降車専用 |                                                   |
| 丹波IC・沓掛IC方面 | たびのすけ1号(TB1111)                      | 三宮高架商店街前                                                | 青垣観光バス                     | 降車専用 |                                                   |
| 丹波IC・沓掛IC方面 | 富山 - 京都・大阪線                        | 阪急高速バス大阪梅田ターミナル                                  | 阪急バス・富山地方鉄道           | 降車専用 |                                                   |
| 丹波IC・沓掛IC方面 | ブルーライナー                             | ユニバーサル・スタジオ・ジャパン 三宮高架商店街前               | 広栄交通バス                     | 降車専用 |                                                   |
| 丹波IC・沓掛IC方面 | ブルーライナー北陸便                       | ユニバーサル・スタジオ・ジャパン                                | 日本海観光バス                   | 降車専用 | 事前予約がない場合は通過                          |
| 丹波IC・沓掛IC方面 | リラックス3                                | 難波                                                            | AT LINER・昌栄バス               | 降車専用 |                                                   |
| 大山崎JCT方面      | @ライナー                                  | 大宮                                                            | AT LINER                         | 乗車専用 |                                                   |
| 大山崎JCT方面      | WILLER EXPRESS                             | 名古屋駅（則武1丁目）                                           | WILLER EXPRESS                   | 乗車専用 |                                                   |
| 大山崎JCT方面      | WILLER EXPRESS                             | 名古屋駅（則武1丁目）・金城ふ頭駅                               | WILLER EXPRESS                   | 乗車専用 | 年末年始通過便あり                                |
| 大山崎JCT方面      | WILLER EXPRESS                             | バスタ新宿                                                      | WILLER EXPRESS                   | 乗車専用 |                                                   |
| 大山崎JCT方面      | WILLER EXPRESS                             | 丸の内鍛冶橋駐車場                                              | WILLER EXPRESS                   | 乗車専用 |                                                   |
| 大山崎JCT方面      | 大阪 - 伊那・箕輪線（アルペン伊那号）      | 箕輪                                                            | 阪急観光バス・伊那バス・信南交通 | 乗車専用 |                                                   |
| 大山崎JCT方面      | USJ・大阪梅田 - 八王子・新宿・渋谷・池袋線 | 池袋駅東口                                                      | 京王バス・アルピコ交通           | 乗車専用 |                                                   |
| 大山崎JCT方面      | 大阪・京都 - 諏訪線（アルペン諏訪号）      | 茅野駅                                                          | アルピコ交通                     | 乗車専用 |                                                   |
| 大山崎JCT方面      | グランドリーム横浜号                       | 横浜駅東口バスターミナル                                        | 西日本JRバス                     | 乗車専用 | 運行日注意 （主に金・土・日・祝日・祝前日に運行） |
| 大山崎JCT方面      | 神戸・大阪 - 横浜・東京駅・TDR線           | 千葉中央駅                                                      | 京成バス                         | 乗車専用 |                                                   |
| 大山崎JCT方面      | たびのすけ1号(TB1112)                      | 丸の内鍛冶橋駐車場                                              | 青垣観光バス                     | 乗車専用 |                                                   |
| 大山崎JCT方面      | 富山 - 京都・大阪線                        | 富山駅前                                                        | 阪急バス・富山地方鉄道           | 乗車専用 |                                                   |
| 大山崎JCT方面      | ブルーライナー                             | 大宮駅西口（大宮ソニックシティ） 川越駅西口                     | 広栄交通バス                     | 乗車専用 |                                                   |
| 大山崎JCT方面      | ブルーライナー北陸便                       | 金沢駅西口                                                      | 日本海観光バス                   | 乗車専用 | 事前予約がない場合は通過                          |
| 大山崎JCT方面      | リラックス3                                | 大宮                                                            | AT LINER・昌栄バス               | 乗車専用 |                                                   |
| 大山崎JCT方面      | WILLER EXPRESS                             | 京都駅八条口 （ホテルセントノーム京都前）                       | 日本高速バス                     | 降車専用 |                                                   |
| 大山崎JCT方面      | 京都線（丹波 - 京都）                      | 京都駅前                                                        | 丹後海陸交通                     | 降車専用 |                                                   |
| 大山崎JCT方面      | 美山ネイチャー号                           | 京阪樟葉駅前                                                    | 京阪京都交通                     | 降車専用 |                                                   |

## 隣
E9 京都縦貫自動車道（京都第二外環状道路）
(16)大原野IC - (17)長岡京IC - (33-3)大山崎JCT